# Gaspard Chevalier-Lemore
Gaspard Chevalier-Lemore est un homme politique français né le 13 février 1768 à Yssingeaux (Haute-Loire) où il meurt le 24 avril 1838.

## Biographie
Avocat, puis procureur du roi à Yssigneaux, il est député de la Haute-Loire de 1816 à 1831, siégeant au centre, dans la majorité. Cela lui vaut de devenir président du tribunal d'Yssingeaux, puis vice-président du tribunal de la Seine en 1821 et conseiller à la cour d'appel de Paris en 1825.

## Sources
- « Gaspard Chevalier-Lemore », dans Adolphe Robert et Gaston Cougny, Dictionnaire des parlementaires français, Edgar Bourloton, 1889-1891 [détail de l’édition]